# Torrevecchia Pia
Torrevecchia Pia (lombardul: Tur Vegia) település Olaszországban, Lombardia régióban, Pavia megyében. Lakosainak száma 3516 fő (2023. január 1.). Torrevecchia Pia Bascapè, Marzano, Valera Fratta, Vidigulfo és Landriano községekkel határos.

## Népesség
A település lakossága az elmúlt években az alábbi módon változott:
| Lakosok száma | 3545 | 3533 | 3516 |
|               | 2017 | 2018 | 2023 |